# Rockpower Television
Rockpower Television ist eine britisch-deutsche Fernsehserie. Die Erstausstrahlung in Deutschland erfolgte durch die ARD in den Jahren 1987 und 1988. Zwei britische Musiksender kämpfen um die Marktführung im Musik-TV.

## Handlung
Der Musiksender NET (Nice and Easy Television) hat mit seinen braven und kommerziellen Liedern in der Branche die Vormachtstellung, bis ihm der kleine und in einem Keller produzierte Sender RAT (Rock Action Television) diese mit frecher Punkrock-Musik streitig macht.

## Hintergrund
Die Serie wurde in englischer Sprache produziert. Die Rahmenhandlungen der einzelnen Episoden waren eher flach gehalten, jedoch bot die Serie eine großartige Rückschau auf die Punk- und Rock-Hits der 1970er und beginnenden 1980er Jahre. Die ARD strahlte zunächst nur die ersten drei Episoden sonntags im Hauptprogramm aus. Die Episoden 4 bis 10 wurden in der Folge vom BR Fernsehen gezeigt.

## Episoden
| Folge | Titel                                | Ausstrahlung      |
| ----- | ------------------------------------ | ----------------- |
| 1     | Das Rennen beginnt                   | 25. Oktober 1987  |
| 2     | Zwei vor, eins zurück                | 29. November 1987 |
| 3     | Monika ist weg                       | 13. Dezember 1987 |
| 4     | Liebe, Eifersucht und ein Glas Milch | 1. Februar 1988   |
| 5     | Zu Gast ein Star                     | 8. Februar 1988   |
| 6     | Endlich zusammen                     | 15. Februar 1988  |
| 7     | Der große Angeber                    | 22. Februar 1988  |
| 8     | Wirklich wild                        | 29. Februar 1988  |
| 9     | Heiliger Strohsack                   | 1. März 1988      |
| 10    | Tutti Frutti                         | 8. März 1988      |